# Kyrios (Recht)
Der Kyrios (altgriechisch κύριος kýrios ‚Herr‘) war im antiken Griechenland der männliche Vorstand des Hausverbandes. Dort übte er die rechtliche Gewalt (κυρία kyría ‚Vollmacht‘) aus.
Der Kyrios hatte das Bestimmungsrecht über alle Angehörigen seines Haushaltes, vor allem Frauen und Sklaven. Mit dieser Position ist also auch eine „Geschlechtsvormundschaft“ verbunden, die jedoch nicht überall strikt beachtet wurde und nicht absolut war. Die kyría wird heute vor allem als „Sachherrschaft“ verstanden. Sie ist die Berechtigung zur rechtlichen und tatsächlichen Verfügung über eine Sache. Des Weiteren wurden Personen, die selbst nicht rechtsfähig waren (Frauen, Sklaven, Kinder) vor Gericht von ihrem Kyrios vertreten.
Bei Rechtsgeschäften musste eine Frau durch einen männlichen Verwandten, ihren Kyrios vertreten werden: Eine verheiratete Frau wurde durch ihren Mann vertreten; wenn eine Frau nicht verheiratet war, war der nächste Verwandte der Kyrios dieser Frau; im Falle eines unverheirateten Mädchens oder einer Witwe, die ins Haus ihrer Familie zurückgekehrt war, war dies üblicherweise ihr Vater oder ersatzweise ihr Bruder oder Onkel väterlicherseits; es konnte aber auch ihr Sohn sein. 
Verstöße gegen seine Autorität hatte ein Kyrios zu ahnden. Ging er mit seiner Macht nicht verantwortungsvoll um, schadete er seiner eigenen Reputation und dem Ansehen seiner Schutzbefohlenen.